# A golpes
A golpes es una película española dirigida por Juan Vicente Córdoba.

## Argumento
María (Natalia Verbeke), Juanita (Juana Acosta), Vicky (María Vázquez), Mena (Marián Álvarez) y Nitzia (Zay Nuba) son 5 chicas que viven en el extrarradio de Madrid sin un futuro alentador. Su único recurso para sobrevivir es haciendo atracos. Saben que está mal pero no encuentran otra solución. Solo el amor aliviará su dolor.

## Reparto
- Natalia Verbeke - María
- Daniel Guzmán - Fran
- Javier Pereira - Patrulla
- Juanita Acosta - Juanita
- Zay Nuba - Nitzia
- Marián Álvarez - Vicky
- Carlos Caniowski - Padre de María
- Mónica Cano - Amparo
- Jeronimo Garcia - Jero
- Alberto Chaves - Pastillero
- Adrián Gordillo - Tiri
- Miguel Ángel Silvestre - Yuri
- Felipe García Vélez - Felipe Vélez